# Karl Maximilian Andree
Karl Maximilian Andree, auch: Carl Maximilian Andrée, (* 4. Juli 1781 in Dresden; † 1. November 1827 in Breslau) war ein deutscher Mediziner und Gynäkologe.

## Leben
Der jüngste Sohn des königlich sächsischen Hofarztes Carl August Andrée hatte bereits seit 1799 an der Charité in Dresden, der späteren Chirurgische Akademie, gewirkt, bevor er am 5. Mai 1801 die Universität Leipzig bezog, um ein Studium der Medizin aufzunehmen. Hier erwarb er sich 3. November 1802 das medizinische Baccalaurat und am 28. Februar 1805 mit der Dissertation phys. Orinem, quores physiologicae de cute humana externa comprehendantur, sistens den philosophischen Magistergrad.
Noch am 5. Dezember 1805 erwarb er sich das Lizentiat der Medizin, ging daraufhin als Sekundararzt an das St. Jacobs Spital und als Unterlehrer an das damit verbundene Klinikum der Leipziger Universität, welches unter der Leitung von Hebestreit stand. Auf einer wissenschaftlichen Reise durch das südliche Deutschland, Holland und Frankreich, hielt er sich längere Zeit in Paris auf. Nachdem er nach Leipzig zurückgekehrt war, promovierte er 1809 zum Doktor der Medizin und gab die Erfahrungen seiner Reise unter dem Titel Neuster Zustand der vorzüglichen Spitäler und Armenanstalten in einigen Hauptorten des In und Auslandes in zwei Bänden heraus. Der erste Band erschien 1810 in Leipzig unter dem Titel Die Spitäler und Anstalten von Paris und der zweite Band ebenfalls in Leipzig 1811 unter dem Titel Die Spitäler und Anstalten der Schweiz, Frankreichs, Hollands und Deutschlands.
Die Werke fanden breiten Zuspruch, so dass er nach einem Aufenthalt in Wien bei Johann Lukas Boër, am 8. Januar 1812 die Nachfolge von Karl Heinrich Dzondi als außerordentlicher Professor für Geburtshilfe an der Universität Wittenberg übernahm und damit verbunden Direktor der Hebammenschule und geburtshilflichen Anstalt wurde. Hier verfasste er seinen Aufsatz in der Leipziger Literaturzeitung von 1812 unter dem Titel Notiz über die ehemaligen Irrenanstalten zu Torgau und Waldheim. Aber die Zeitereignisse gestatteten Andree auf dem Lehrstuhl keine große Entfaltungsmöglichkeit mehr.
Durch die Befreiungskriege geriet auch Wittenberg 1813 ins Kreuzfeuer der militärischen Auseinandersetzungen. Da große Teile der Stadt zerstört wurden, so unter anderem auch die Wittenberger Geburtsklinik, flüchtete der Hauptteil des akademischen Personals. Andree ging 1813 nach Leipzig zurück und nahm von dort einen Ruf als Professor für Geburtshilfe und Direktor des Gebärhauses und Hebammeninstitutes der Universität Breslau an. Nachdem er dort 13 Jahre lang gewirkt hatte, wurde er Medizinalrat und Mitglied des Medizinischen Kollegiums.

## Werkauswahl
- De quibusdam oris haemorrhagiis dentium, praesertim extractionem insequentibus. Leipzig 1803
- Dissertatio Physica Ordinem Quo Res Physiologicae De Cute Humana Externa Comprehendantur Sistens. Sommer, Leipzig 1805. (Digitalisat)
- Diss. Inaug. Nosocomii Parisensis, Sancto Ludovico dicati, descriptio. Leipzig 1809.
- Neuster Zustand der vorzüglichen Spitäler und Armenanstalten in einigen Hauptorten des In und Auslandes – Die Spitäler und Anstalten von Paris. Band 1. Leipzig 1810; Digitalisat
- Neuster Zustand der vorzüglichen Spitäler und Armenanstalten in einigen Hauptorten des In und Auslandes Leipzig – Die Spitäler und Anstalten der Schweiz, Frankreichs, Hollands und Deutschlands. Band 2. Leipzig 1811; Digitalisat